# Восток (шхуна, 1852)
«Восток» — двухмачтовая парусно-винтовая шхуна Сибирской военной флотилии Российского императорского флота. Одно из первых судов в мире со стальным корпусом. Первое русское паровое судно на Дальнем Востоке.
Участник Амурской экспедиции 1849—1855 годов. Летом 1853 года впервые прошла из Японского моря в Амурский лиман через пролив Невельского. Во время Крымской войны шхуна использовалась для посыльных целей.
За 30 лет службы, различными экспедициями по исследованию морей Дальнего Востока России на шхуне «Восток», был издан ряд навигационных карт и лоций.

## Строительство, испытания и покупка
Парусно-паровая шхуна англ. Fearless («Бесстрашный») начата строительством в 1851 году на верфях английского города Портсмут «для фруктовой торговли в Средиземном море», в этом же году спущена на воду и переведена для достройки в Бристоль. Автором чертежа и главным строителем был Никсон Дак (англ. Nixon Duck).
15 декабря 1851 года в 10.45 утра шхуна вышла из Бристоля в Бристольский залив на ходовые испытания под командованием капитана Харрисона. При этом на борту находились контр-адмирал Куксли (англ. rear admiral Cooksley), мистер Дж. Г. Пауэлл (англ. J. G. Powell), капитан Ябсли (англ. captain Yabsley) и капитан судна Jara Сэмпсон (англ. captain Sampson). Через некоторое время у Линтона шхуна обогнала пароход Phoenix с паровой машиной мощностью в 120 лошадиных сил, который покинул порт несколько раньше. Далее шхуна двигалась против течения со скоростью 9 узлов, при этом винт делал около 110 оборотов в минуту. Мерную милю шхуна преодолела против течения за 5 минут 30 секунд, при этом давление пара в котле составляло 30 фунтов на квадратный дюйм, при 134 оборотах машины в минуту. При обратном прохождении мерной мили машина работала на 138 оборотах в минуту при давлении пара 30 фунтов на квадратный дюйм, время составило 5 минут 5 секунд. Среднее время составило 5 минут 17,5 секунд. После этого Fearless зашла по каналу в Портисхед и после непродолжительной стоянки отправилась в Бристоль. На испытаниях шхуна показала максимальную скорость 10,5 узлов при 140 оборотах машины в минуту. Моряки находившиеся на борту, отметили красоту шхуны, а также её способность к управлению и максимальную скорость. Контр-адмирал Куксли очень высоко отозвался о конструкторе и строителе шхуны Никсоне Даке (англ. Nixon Duck).
Ещё в 1849 году было принято решение об отправке русской дипломатической миссии в Японию во главе с вице-адмиралом графом Е. В. Путятиным для заключения «торгового трактата». В качестве флагмана был выбран фрегат «Паллада». Также для посыльных и прочих надобностей требовалось ещё одно судно — винтовая, быстроходная малой осадки шхуна. Её было решено купить в Англии.
Граф Е. В. Путятин купил шхуну Fearless в Бристоле за 3375 фун. стерл. После этого она была возвращена в Портсмут для перестройки под нужды Камчатской флотилии, что обошлось ещё в 2005 фун. стерл. На время перестройки заведовать шхуной поставлен лейтенант Гриппенберг. Шхуна была готова к октябрю 1852 года. Полная стоимость шхуны, с учётом переоборудования, составила по обменному курсу того времени 33 547 рублей 66 копеек.
Фрегат «Паллада» с миссией графа Е. В. Путятина на борту вышел из Кронштадта 7 сентября 1852 года, но достиг Портсмута только к концу октября. По прибытии шхуна была осмотрена комиссией и принята в казну Российской империи под названием «Восток». Далее на шхуну последовали назначения — командиром, по представлению графа, был назначен лейтенант В. А. Римский-Корсаков, старшим офицером — лейтенант А. Е. Шлиппенбах, судовым врачом — Г. В. Вейрих, который также занимался научными аспектами экспедиции и исследованиями. Всего на «Восток» из команды «Паллады» перевели 5 офицеров и около 30 низших чинов. По составленному штатному расписанию 1852 года команда шхуны состояла из 6 офицеров и 31 нижниго чина. А лейтенант Гриппенберг, занимавший должность заведующего «Востока» на время перестройки, получил должность ревизора шхуны.

## Описание шхуны
Шхуна Fearless была с железным корпусом, паровой машиной и несла паруса на двух мачтах. Главные размерения шхуны разнятся в разных источниках:
- Водоизмещение: 210 тонн[9]
- Длина по верхней палубе: 105,84 фута (32,26 метра)[9] / 126 ф (38,40 м)[2]
- Длина по ватерлинии: 105 ф (32 м)[9]
- Ширина: 23,33 ф (7,11 м)[9] / 23 фута (7,01 метра)[2]
- Осадка средняя: 11,48 ф (3,5 м)[9] / 11 ф (3,35 м) в грузу[2] / 8,6 ф (2,59 м)
- Валовая вместимость: 111 регистровых тонн[2]
- Глубина трюма: 12 футов (3,66 м)

На судне была установлена паровая машина высокого давления прямого действия мощностью 40 (35) номинальных, что равнялось 120 л. с.. Паровая машина была спроектирована и построена Томасом Клементсом (англ. Thomas Clements) на заводе G. Lunnell, Gilmore and Co. Машина приводила в движение один гребной винт фиксированного шага, диаметром 6 футов (1,83 м).
Движителями также являлись прямые и косые паруса на двух мачтах. Рангоут шхуны: полная длина грот-мачты 18,29 метра (60 футов), возвышение над палубой 12,50 метра (41 фут), диаметр 38,10 сантиметра (15 дюймов); нок 17,78 сантиметра (7 дюймов).
Первоначально вооружение судна состояло из одного 8-фунтового «единорога». К 1880 году вооружение состояло из четырёх 4-фунтовых гладкоствольных пушек образца 1867 года.
Номинальный экипаж состоял из 37 человек, но с учётом членов экспедиций максимально увеличивался до 56 человек.

## История службы

### 1852—1854 года

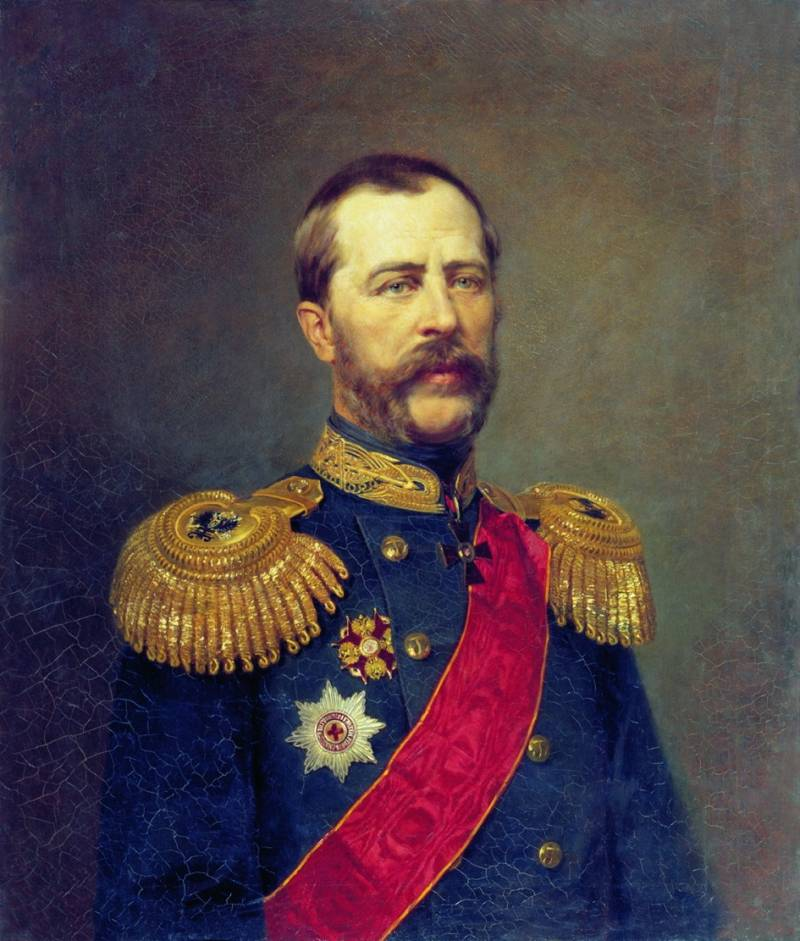
Римский-Корсаков Воин Андреевич

- лейтенант Воин Римский-Корсаков (командир)
- лейтенант барон Александр Шлиппенбах (старший офицер)
- лейтенант Гриппенберг (ревизор)
- лейтенант Иван Белавенец (вахтенный начальник)
- корпуса корабельных инженеров подпоручик Иван Зарубин (старший механик)
- надворный советник Генрих Вейрих (судовой врач)

Уже в начале ноября 1852 года отряд был готов отправиться в путешествие, но из-за сменявших друг друга штормов с сильными встречными ветрами, сделать это удалось только в январе 1853 года. Из-за потерянного времени, решено было следовать вокруг мыса Доброй Надежды, а не вокруг мыса Горн. Корабли покинули Спитхедский рейд 6 (18) января 1853 года. Но небольшая поломка машины на «Востоке» заставила стать на ремонт возле Торбейя. 10 января, после ремонта, «Восток» продолжил плавание и у Лизард догнал фрегат, и далее пошёл под его буксирами. 12 числа буксиры были отданы и шхуна вступила под паруса, а на следующий день корабли разлучились. 21 января шхуна прибыла в Порто Санто. Через два дня «Восток» отправился к мысу Доброй Надежды, и уже 15 марта 13 (26) августа 2025 стал на якорь в Саймонс-Бэе, где застал «Палладу». В начале апреля В. А. Римский-Корсаков был произведён в капитан-лейтенанты. 11 апреля шхуна покинула порт под парами. В конце апреля 1853 года для сопровождения «Паллады», к «Востоку» присоединились корвет «Оливуца» и торговый пароход (барк) Русско-Американской компании «Князь Меншиков» прибывшие из Гонолулу. Следующим пунктом захода для «Востока» стал остров Святого Павла, к которому он подошёл 5 мая. В этот же день шхуна покинула остров и отправилась на Анжерский рейд. Пробыв на нём двое суток и пополнив припасы, 27 мая покинула Зондский пролив, взяв курс на Гонконг. На Гонконгский рейд «Восток» зашёл в ночь с 11 на 12 июня. 13 июня прибыла «Паллада». 18 июня «Восток» под брейд-вымпелом графа Е. В. Путятина посетила Кантон (ныне Гуанчжоу) и вернулась в Гонконг. После возвращения графа обратно на «Палладу», «Восток» вышел в море 26 июня.

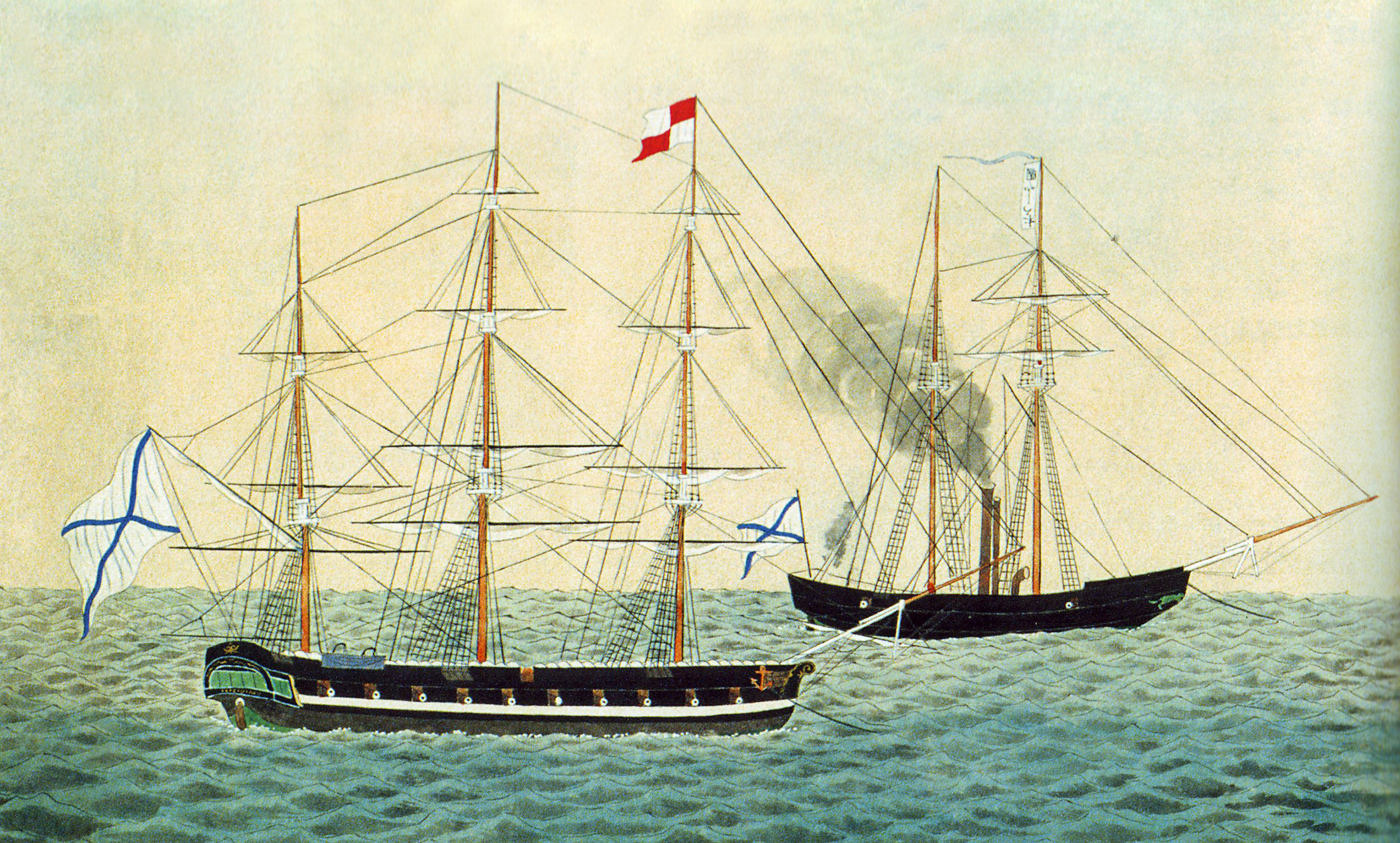
Корвет «Оливуца» и шхуна «Восток» на рейде Нагасаки в изображении Японского художника, 10 августа 1853 года

Выдержав штиль и шторм, «Восток» 20 июля прибыл в порт Лойд (острова Бонин-Сима), где застал корвет «Оливуца». 24 июля пришёл пароход «Князь Меншиков», а на следующий день «Паллада». За время стоянки на шхуне была исправлена течь гребного вала, а моряки приняли участие в съёмке острова Бай-ли. 4 августа корабли отправились в Нагасаки. Расстояние в 850 миль эскадра прошла за 5 дней. И, утром 10 августа, эскадра графа Е. В. Путятина в полном составе вошла на Нагасакский рейд.
18 августа «Восток» из Нагасаки был отправлен в Татарский пролив и к устью Амура. В. А. Римский-Корсаков также получил инструкцию от графа Е. В. Путятина «между прочим: осмотреть западный берег Сахалина, сделать съёмку той части его, которую не успел описать Лаперуз, поискать там бухт или якорных мест». Идя вдоль западного побережья острова Сахалин, с 3 сентября со шхуны выполнялись описные, промерные, съёмочные и гидрографические работы. 3 — 7 числа — от бухты, куда впадает Лососиновый ручей, до мыса Тыкъ, 7 — 9 числа до мыса Лазарева, 9 — 11 до мыса Уси. 13 сентября «Восток» зашёл в устье Амура. Тем самым впервые пройдя из Японского моря в Амурский лиман через пролив Невельского, и став первым русским военным судном, вошедшим в Амур из Татарского пролива.

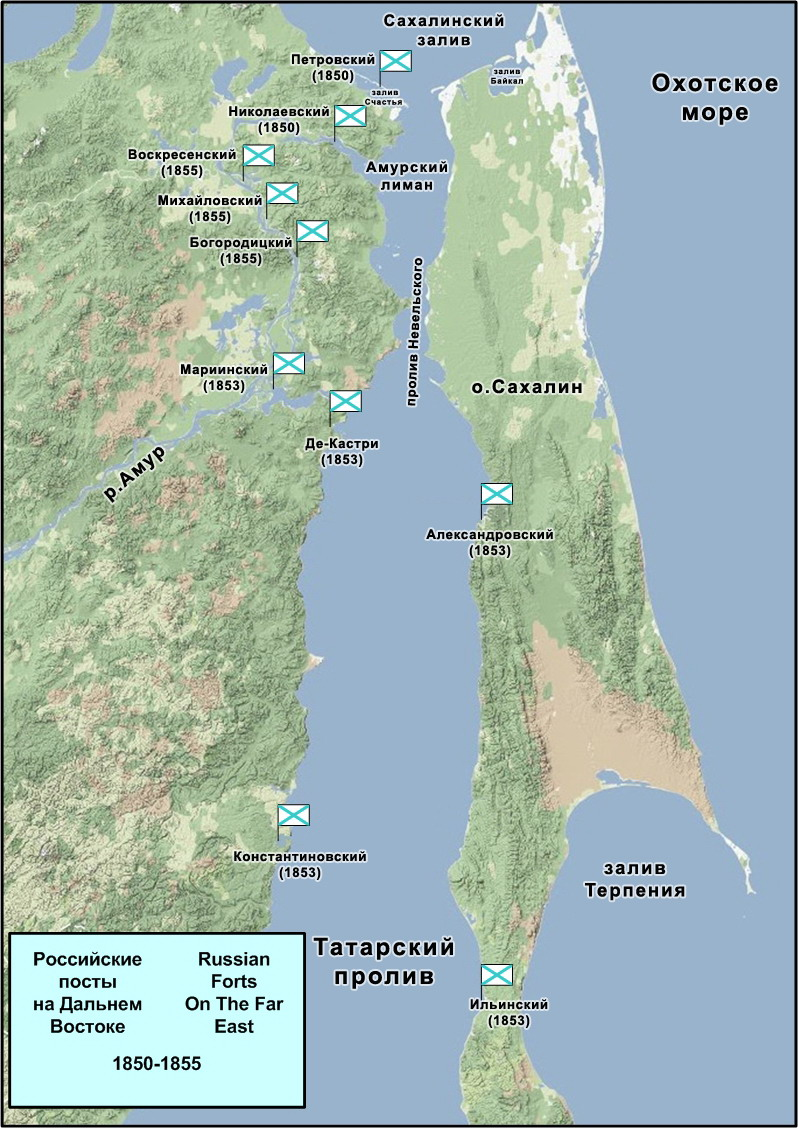
Российские посты, основанные в ходе Амурской экспедиции

20 — 25 сентября исследование залива Де-Кастри (ныне залив Чихачёва), по итогам которого лейтенант Н. М. Чихачёв составил подробное его описание. До конца сентября исследование реки Виахту и её притоков. Во время описи одного из них, шхуна села на мель. 27 числа, при попытке стащить шхуну с мели при помощи четырёх-вёсельного вельбота, 29-пудового якоря, 17-пудового стоп-анкера и плехта, по ошибке допущенной боцманом, был потерян вельбот, при этом погиб один матрос. Шхуну удалось снять с мели на следующий день. 30 сентября «Байкал» зашёл в пост Де-Кастри, где Римский-Корсаков встретился с его начальником Разградским. Именно Г. В. Вейрих с борта шхуны «Восток» обнаружил залежи каменного угля неподалеку от Дуэ, собрал гербарные образцы растений в прибрежной полосе Татарского пролива, в устье Амура и на западном побережье Сахалина, которые потом отправил в Петербургский ботанический сад, где они были изучены академиком К. И. Максимовичем и выделены среди них несколько новых видов. Проведя эти первые исследования, шхуна тем самым включилась в освоение побережья Японского моря, позже получившее наименование — Амурская экспедиция Г. И. Невельского.
С октября по ноябрь шхуна совершала рейсы между Дуэ, Императорской Гаванью (ныне Советская Гавань), Николаевским постом (ныне Николаевск-на-Амуре) и вновь образованными постами Сахалина. В десятых числах октября Е. В. Путятин отправил «Восток» к Петровскому Зимовью затем, чтобы узнать о положении дел и о средствах, которыми располагает экспедиция Невельского. Из Петровского Зимовья, по распоряжению Г. И. Невельского, шхуна по пути в Японию срочно была отправлена в Императорскую Гавань. Так как Н. В. Буссе отправил зимовать в Гавань транспорт «Иртыш» и «Император Николай I» почти без продовольствия и с наполовину больной командой, и так как по мнению Н. К. Бошняка можно было ожидать крайне печального исхода этой зимовки из-за нехватки снабжения. «Восток» доставил зимовщикам 112 банок консервов, крупу, чай, сахар и шесть ведер вина. Также В. А. Римский-Корсаков доставил приказ командиру транспорта «Император Николай I» Клинковстрему действовать далее, согласно полученным инструкциям от А. Ф. Кашеварова, без учёта распоряжений Н. В. Буссе. Далее Римский-Корсаков, прибыв в Японию, передал пакет на фрегат «Паллада» для вице-адмирала графа Е. В. Путятина от Г. И. Невельского.

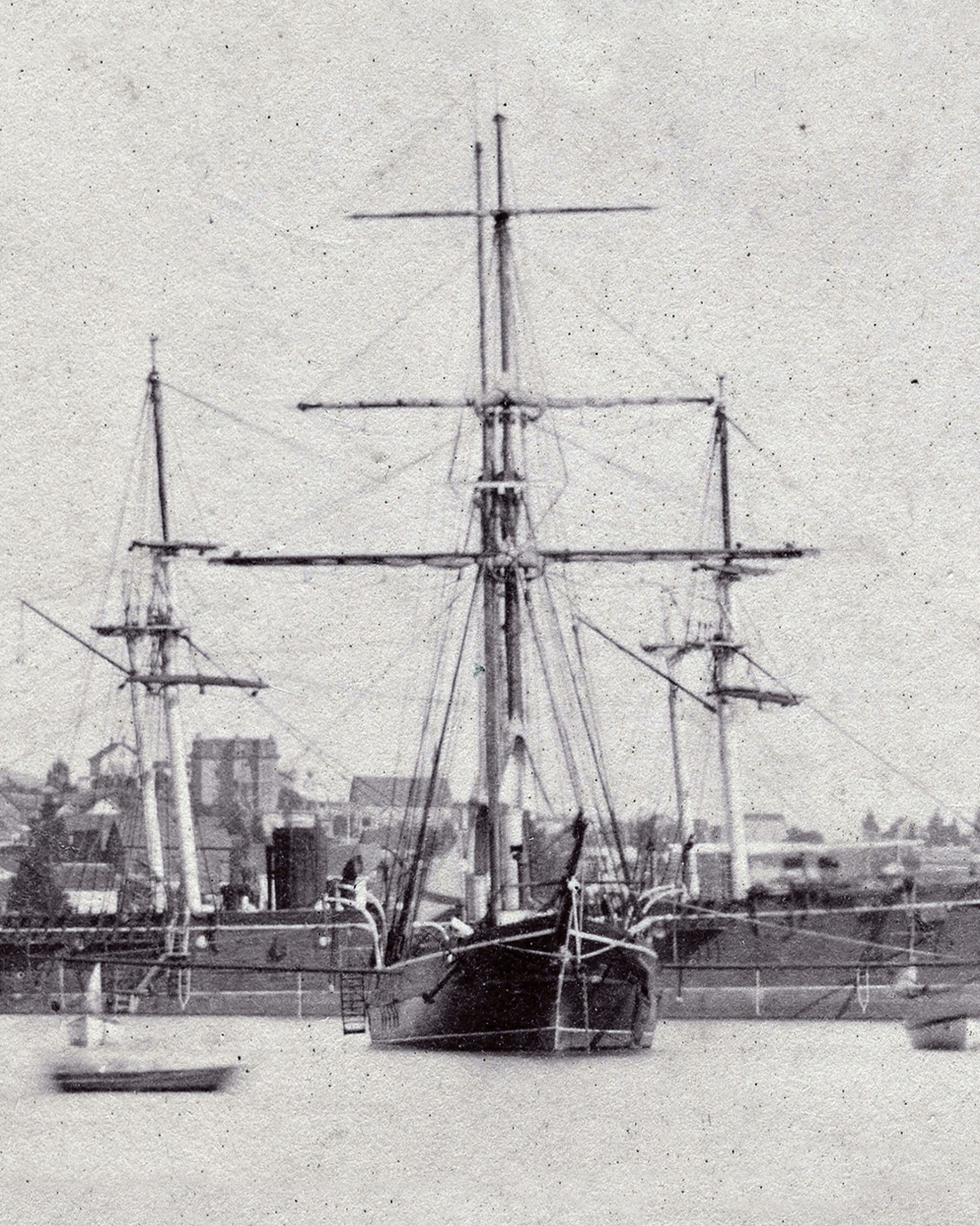
Шхуна «Восток» с носа

С 17 ноября по 18 декабря «Восток» прошёл докование в Шанхае. С декабря 1853 года по май 1854 года шхуна находилась с дипломатическими поручениями в плаваньях между Японией, Империей Цин, Филиппинами.
В апреле 1854 года Г. И. Невельской в сопровождении двух казаков отправился из Петровского Зимовья в Николаевск, и далее на катере в Мариинский пост для заготовки дров для пароходов и поиска лоцманов среди аборигенов. У архипелага Оуля-Куру Г. И. Невельской получил сообщение, что к Де-Кастри пришёл «Восток» из Шанхая с известием о начале войны России против Османской империи, Франции и Англии и пакетами от вице-адмирала Е. В. Путятина. 17 мая «Восток» доставил в Императорскую Гавань сообщение о начале войны и распоряжение генерал-губернатора Сибири графа Н. Н. Муравьёва о сборе всех русских судов на Дальнем Востоке в заливе Де-Кастри.
Летом шхуна находилась в распоряжении П. В. Казакевича. 11 июня в заливе Де-Кастри собралась целая эскадра: «Двина», «Байкал», «Восток» и «Иртыш». Далее, «Восток» ходил в северной части Татарского пролива, в Амурском лимане и западной части Охотского моря (с заходом в Аян) с генерал-губернатором Восточной Сибири графом Н. Н. Муравьёвым-Амурским на борту. После чего «Восток» и фрегат «Паллада» с экспедицией вице-адмирала Е. В. Путятина занимались описью и составлением карт западного побережья Японского моря Приморья, в том числе, был подробно описан, промерен и назван в честь члена дипломатической миссии капитан-лейтенанта Константина Николаевича — залив Посьета. Также были обнаружены острова в западной части залива Петра Великого (позже, они получили название архипелаг Римского-Корсакова — в честь первого командира «Востока»).
В августе граф Н. Н. Муравьёв-Амурский на «Палладе» и имея в сопровождении «Восток» в качестве посыльного судна ушёл в Японию для заключения договора. Из Японии граф Н. Н. Муравьёв-Амурский отправил «Восток» в Петропавловский порт (ныне Петропавловск-Камчатский). 26 августа 1854 года, когда англо-французская эскадра после поражения собиралась уйти, «Восток» на подходе к Авачинской бухте встретил бот № 1, с которого предупредили о нахождении там вражеской эскадры, и что шхуна может в любой момент столкнуться с ней. Миновав встречу с противником, следуя в Охотское море, на меридиане мыса Лопатка встретился транспорт «Байкал», который предупредили об существующей угрозе. Далее, из-за ранее открывшейся течи пришлось остановиться на ремонт возле северных Курильских островов, после чего шхуна перешла в Большерецк.
По распоряжению графа Н. Н. Муравьёва «Паллада» и «Восток» должны были перейти на зимовку в Николаевский пост. Для этих целей «Восток» отправился осмотреть бар северного фарватера реки Амур на предмет проводки фрегата. По пути шхуна зашла в Де-Кастри, Аян, Императорскую Гавань и Петровское Зимовье. Также в Николаевский пост для поправки здоровья был отправлен лейтенант Н. К. Бошняк со сподвижниками казаками Семёном Парфентьевым и Кириллом Белохвостовым. В Петровском Зимовье при свозе их на берег за личными вещами, разыгравшаяся непогода перевернула байдарку и все трое оказались в воде. Находившиеся на берегу гиляки и матросы смогли спасти только Н. К. Бошняка, а оба казака утонули. «Восток» пришёл в Николаевский пост в 20-х числах октября, где команда шхуны передала новость о победе в Петропавловске. Не найдя возможности завести фрегат в устье Амура, шхуна вернулась к Петровскому Зимовью, где и провела зимовку 1854—1855 года. Командир шхуны В. А. Римский-Корсаков имел приказ — в случае появления сил противника ввести в устье реки Лач «Восток» и бот состоящий при Зимовье, сжечь их и отражать нападение.

### 1855—1859 года
В 1855 году шхуна «Восток» официально вошла в состав Сибирской военной флотилии.
Сделав попытку подняться вверх по Амуру из Николаевского поста, «Восток» вернулся обратно, не дойдя примерно 213 километров до Уссури. Из-за быстро спавшей воды Амура, шхуна провела зимовку 1855—1856 года на протоке у озера Кизи.
В январе 1856 года Г. В. Вейрих списался со шхуны, В. А. Римский-Корсаков высоко оценил его работу: «…в два года плавания, сопряженного большей частью с трудностями, при недостаточном помещении, часто в постоянных холодах, ни одно человека из тридцати не умерло от болезней, ни один человек не обзавёлся сильной хворью…».
С началом подъёма воды в Амуре, «Восток» отправился на Камчатку, далее навигацию 1856 года «Восток» провёл в Амурском лимане проводя гидрографические работы и в рейсах между постами. 20 июня шхуна доставила в Николаевск из Петропавловского порта снабжение и В. С. Завойко с семейством. Также, с июня В. А. Римский-Корсаков был назначен командиром на корвет «Оливуца», на котором в начале октября вышел в Кронштадт, а командование шхуной передал капитан-лейтенанту барону А. Е. Шлиппенбаху. В августе «Восток» вновь ходил из Петропавловска в Николаевск.
Зиму с 1856 на 1857 год «Восток» провёл в Аяне. В начале августа «Восток» совершил рейс из Петропавловска в Николаевск и обратно. А летом из Аяна на Камчатку. До 1859 год шхуна выполняла рейсы по Амуру и Татарскому проливу. Летом 1859 года «Восток» ходил между сахалинскими постами, Де-Кастри и Николаевском под командованием Корпуса флотских Штурманов мичмана Г. Д. Разградского.

### 1860—1863 года
Весной 1860 года шхуна совершала рейс из Императорской Гавани в залив Посьета. Около залива Святой Ольги была встречена группа людей подававших сигналы о помощи с берега. А. Е. Шлиппенбах приказал спустить шлюпку, и с матросами отправился на берег. Там была встречена группа академика К. И. Максимовича, также следовавшая в залив Посьета. По прибытии к месту назначения А. Е. Шлиппенбах и К. И. Максимович в течение двух дней собирали образцы растений. Здесь же они вновь встретили кустарники рододендрона, который Александр Егорович собрал ранее на Корейском полуострове, а Максимович изучил в Петербурге. Позже К. И. Максимович назвал этот вид рододендрона в честь Шлиппенбаха (rhododendron shlippenbachii). К концу мая 1860 года Александр Егорович в связи с назначением в должность председателя военного суда при Управлении портами Восточного океана сдал шхуну «Восток» под командование П. Л. Овсянкину.
28 мая (9 июня) 1860 года на шхуне началась экспедиция гидрографа подполковника корпуса флотских штурманов (КФШ) В. М. Бабкина и начальника партии топографов штабс-капитана П. И. Силина. В состав экспедиции также вошли помощник В. М. Бабкина прапорщик КФШ К. А. Крылов; руководитель топографической экспедицией К. Кудрин и военные топографы прапорщик И. И. Титов, поручик Н. Силин и поручик Лисученко. Во время этой экспедиции от залива Владимира до залива Америка было пройдено 165 миль, а также поставлены бочки и другие морские знаки по южному фарватеру.
По итогам этой экспедиции были открыты, обследованы и (или) названы: в заливе Святого Владимира — исследованы береговые партии, мыс Баратынского, мыс Орехова (западный выступ полуострова Ватовского и восточный входной мыс в бухту Южная); в заливе Святой Ольги — с 11 по 19 июля были проведены промер и топографическая съемка залива и его внутренней гавани Тихая пристань, мыс Маневского, мыс Низменный, банка Чихачёва (между островом Чихачёва и мысом Шкота), банка Петрова (открыта 5 сентября, у входа в залив, когда шхуна коснулась её килем); бухта Евстафия (открыта, описана, названа 28 июля, в день Святого Евстафия) и мыс Кудрина (северо-восточный входной мыс); в бухте Таухе (ныне бухта Черноручье) — мыс Хитрово (юго-западный входной мыс); бухта Святого Валентина (открыта, описана, названа 30 июля, в день священномученика Валентина) и мыс Орлова, мыс Силина, мыс Титова в самой бухте; в бухте Соколовская — мыс Овсянкина, остров Орехова, бухта Преображения (внутренняя гавань бухты Соколовская, открыта 4 августа, в канун церковного праздника Преображение Господне) и мысы Матвеева и Оларовского в самой бухте Преображения; бухта Успения (открыта 14 августа, в канун церковного праздника Успение) и мыс Обручева — входной мыс в эту бухту; в бухте Юзгоу (ныне бухта Краковка) — мыс Овсеенко; скалы Крейсер (юго-восточнее бухты Юзгоу); мыс Лисученко (юго-восточнее скал Крейсер); мыс Крылова (восточный входной мыс в залив Америка (ныне залив Находка) и юго-восточный входной мыс в бухту Козьмина); в заливе Америка (ныне залив Находка) — бухта Врангеля (названая В. М. Бабкиным в честь своего учителя, её подробную съёмку и промер глубин провели П. И. Силин и Лисученко), мыс Попова (южный входной мыс в бухту Чегобур); залив Восток (назван В. М. Бабакиным в честь шхуны «Восток»).
Работе экспедиции большую помощь оказывали офицеры шхуны, особенно командир «Востока» 33-летний П. Л. Овсянкин и подпоручик корпуса флотских штурманов 24-летний Ф. К. Орехов, чьими именами были названы несколько географических объектов. Также на карте Приморья были увековечены имена двух других членов экипажа «Востока» — прапорщиков Н. А. Петрова и В. Ф. Матвеева.18 сентября «Восток» начал переход к Николаевску (Николаевский пост с 14 ноября 1856 года получил статус города). По пути В. М. Бабкин посетил Клостеркампский маяк на мысе Орлова (южный входной мыс в залив Де-Кастри).
По результатам исследований экспедиции 1860 года Гидрографический департамент Морского министерства издал «Карту западного берега Японского моря от залива Св. Владимира до залива Америка», а Ф. К. Орехов в 1866 году издал в Петербурге первую лоцию побережья юго-восточного Приморья, названную «Руководство для плавания у западного побережья Японского моря, между заливами св. Владимира и Америки».
Летом 1861 года на «Востоке» в Петропавловск из Николаевска прибыл назначенный новым главой Петропавловского округа капитан-лейтенант Н. К. Сутковский.
Экспедиция В. М. Бабкина на шхуне «Восток» продолжилась с началом навигации 1862 года. Также к исследованиям были привлечены клипер «Разбойник», корвет «Новик», корвет «Калевала». Исследования проходили в Заливе Петра Великого от залива Америка до устья реки Туманган (ныне Туманная). «Восток» проводил исследования в бухте Мелководная, в заливе Посьета и около ранее обнаруженных островов архипелага Римского-Корсакова, в частности была обследована бухта Молчановского на острове Большой Пелис.
В 1863 году шхуной назначен командовать В. И. Рыков, который продолжил работы по исследованию южных гаваней Приморья. В мае-июне «Восток» ходил в залив Де-Кастри и порт Дуэ. В это время на шхуне проходил часть своего морского обучения С. О. Макаров.
По итогам исследований 1860—1863 годов, Гидрографический департамент Морского Министерства издал, с подробными планами заливов, бухт, якорных стоянок, в 1863 году — первые русские морские карты северо-западного побережья Японского моря, в 1865 году — залива Петра Великого, а в 1868 году был выпущен большой «Атлас Восточного Океана».

### 1864—1869 года
В 1864 году «Восток» под командованием лейтенанта Д. Д. Иванова был направлен для подробного изучения Императорской Гавани. В 1874 году это место вновь было подробно исследовано военными топографами из экспедиции подполковника Л. А. Большева, тогда мыс Сюркум (к северу от мыса Голода, материковое побережье) был переименован ими в честь командира шхуны «Восток» — лейтенанта Д. Д. Иванова. Сейчас этот мыс вновь называется мыс Сюркум. Также в кампанию 1864 года шхуна совершала плавания между российскими портами Тихого океана.

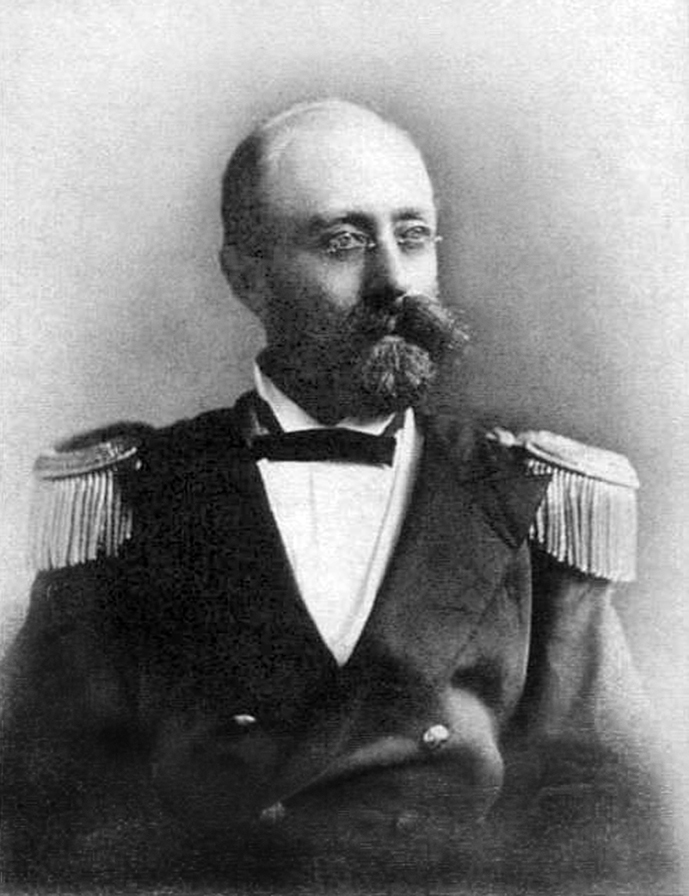
Казимир Казимирович Гриппенберг

11 августа 1867 командиром шхуны назначен лейтенант К. К. Гриппенберг.
- лейтенант Гриппенберг Казимир Казимирович (сдал обязанности командира шхуны)
- лейтенант Кологерас Леонид Константинович (принял обязанности командира шхуны)
- лейтенант Плотто Владимир Александрович (в команде с 31.07.1867)
- подпоручик Васильев Михаил Семёнович (в команде с 14.05.1867)
- подпоручик Семёнов
- прапорщик Вавилов Николай Николаевич (в команде с 07.05.1868)
- Корпуса флотских штурманов кондуктор Чупров Николай Леонтьевич
- старший врач надворный советник Эвербах Карл Андреевич (в команде с 07.05.1868)
- кадет Николаевского морского училища Василий Иванов (в команде с 07.05.1868)
- кадет Николаевского морского училища Феофан Смирнов (в команде с 07.05.1868)

11 мая 1868 года командовать шхуной назначен капитан-лейтенант Л. К. Кологерас. В июле шхуна вышла из Николаевска к Сахалину с партией лейтенанта К. С. Старицкого. Константину Степановичу на шхуне «Восток» предписывалось уточнить координаты мыса Лазарева, входных мысов в залив Де-Кастри, провести морскую съёмку западного берега Сахалина с промером глубин от Дуэ до устья реки Сертунай, и далее до устья реки Наясси. Также предписывалось определить географическое положение каменноугольных месторождений между 49° и 58° С. Ш., получивших название Путятинских и выполнить шлюпочный промер глубин в бухтах у этих месторождений. В помощь были отправлены лейтенант Е. А. Бережных и прапорщик Титов. После проведения работ у Путятинских месторождений, К. С. Старицкий продолжил свои исследования к югу до поста Косунай, где определил астрономические и магнитные точки мысов, провёл шлюпочный промер якорной стоянки. Далее «Восток» перешёл к острову Монерон и произвёл мензульную съёмку и судовой промер глубин. В это время К. С. Старицкий на острове определил его точные координаты и составил опись. Ранее, Монерон был показан на картах с большими неточностями, хотя являлся важным ориентиром в проливе Лаперуза. Сняв партию К. С. Старицкого, «Восток» от острова отправился в Николаевск. На переходе была выполнена морская съёмка сахалинского берега от Косуная до мыса Отасу с определением и уточнением координат географических объектов. В Николаевск «Восток» пришёл 2 сентября. После непродолжительной стоянки, «Восток» вновь с К. С. Старицким отправился для уточнения хронометрической связи Николаевска с Императорской Гаванью. Константин Степанович завершил свои исследования на «Востоке» в октябре 1868 года, отметив в своих отчётах большой вклад в исследования всех офицеров шхуны, и в особенности капитана Л. К. Кологерас.
9 мая 1869 года «Восток» вновь отправлен в Татарский пролив с лейтенантом Е. А. Бережных из экспедиции К. С. Старицкого для производства топографических работ. 31 июля работы были выполнены и Е. А. Бережных перешёл на транспорт «Манджур». 5 августа «Восток» вышел из вновь образованного поста Корсаковский с прапорщиком А. П. Шишмарёвым назначенным «заведующим вновь устраиваемым постом в заливе Терпения». 7 августа шхуна прибыла в залив Терпения, и 8 августа А. П. Шишмарёв и 25 солдат были высажены в устье реки Поронай. На следующий день состоялась церемония открытия нового поста, который был назван по имени члена правительственной комиссии для рассмотрения предложений Восточно-Сибирского генерал-губернатора об устройстве Амурского края, начальника штаба войск Приморской области полковника М. П. Тихменева. В настоящее время это город Поронайск.

### 1870—1875 года
С 23 мая по 1 июля 1870 года К. С. Старицкий вновь на «Востоке» под командованием капитан-лейтенанта Л. К. Кологераса, произвёл гидрографические работы в бухте Буссе, определил географические координаты посещаемых шхуной постов, установил хронометрическую связь между ними и рядом опорных точек на берегах Сахалина.
8 мая в бухту Буссе пришёл клипер «Всадник». Начальник поста Ф. М. Депрерадович отдал распоряжение «Востоку» отправиться в пост Кусунай, и взяв там команду солдат под командованием поручика В. Т. Фирсова, доставить её на западное побережье Сахалина в Залив Невельского для устройства военного поста Маука (ныне Холмск). Для этих целей на шхуну с клипера передали часть угля, а с Муравьёвского поста провизию и инструменты. Окончив погрузку, 12 мая «Восток» покинул бухту Буссе. На переходе «Восток» посетил пост Корсаковский. 21 мая вахтенный офицер мичман Стрельников сделал в вахтенном журнале запись:

7 часов 30 минут — Подойдя к берегу на расстояние 1,5 мили на глубине 25 саж., грунт — песок, отдали якорь.
Четверка с поручиком Фирсовым отправилась на берег для выбора местности для поста…
8 часов 30 минут — Подняли пришедшую с берега четверку, подняли якорь и пошли на зюйд. Придя в селение немного севернее Мауки, бросили якорь на глубине 16 сажень. Спустили на воду вельбот и четверку; вельбот пошел к берегу, а четверку начали грузить вещами.
12 часов — Спустили баркас из ростра на воду для погрузки вещей, отправляющихся на берег. Отправлено на берег 8 кулей картофеля, 6 кулей сухарей, 1 куль крупы, 2 куля муки, 1 бочка с рыбой, 1 бочка с мясом, 2 тюка с товарами, 1 ящик с мундирными вещами, инструменты для земледелия и 10-ти солдат имущество, кроме того отправлены на берег 1 унтер-офицер и 9 человек солдат 4-го Восточно-Сибирского линейного батальона.
13 часов 30 минут — Вернулась с берега четверка.
13 часов 45 минут — Вернулся вельбот с г. поручиком Фирсовым, а также и баркас.
15 часов 30 минут — Снялись с якоря. Взяли курс по компасу на зюйд-вест…
Пост был основан 21 мая 1870 года для охраны юго-западного побережья острова Сахалин, в соответствии с условиями Симодского договора. В Корсаковский пост шхуна пришла 23 мая.
5 (17) апреля 1871 года на шхуне «Восток» началась экспедиция архимандрита Палладия (П. К. Кафаров), который проводил археологические и этнографические исследования на юге Приморья (залив Посьета, Славянка и Америка).
С 23 мая по 9 августа 1872 года шхуна находилась в плавании в водах залива Петра Великого для выполнения гидрографических работ лейтенантом Л. П. Елагиным.

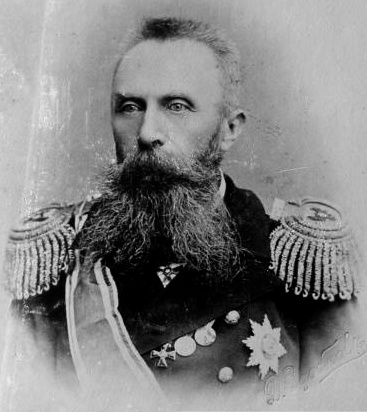
Оскар Викторович Старк

В июне — октябре 1874 года шхуна под командованием О. В. Старка обеспечивала работу экспедиции Иркутского отдела Генерального штаба под руководством подполковника Л. А. Большева по топографической съёмке побережья Японского моря и Татарского пролива от залива Де-Кастри до бухты Пластун. Заявку на производство работ сделал главный командир над портами Восточного океана А. Е. Кроун. В состав экспедиции также вошли: производители работ поручик Иванов, подпоручик Егоров, прапорщик И. В. Павлович, классные топографы В. К. Ванин, И. Е. Андреев, А. И. Силантьев, А. И. Сосунов, П. С. Гроссевич, А. П. Павловский, Краморев, сотник З. М. Белкин, 92 солдата 1-го Восточно-Сибирского линейного батальона. Имена участников остались на картах Хабаровского и Приморского краёв, острова Сахалин в качестве географических названий. За летние месяцы была снята береговая полоса шириной 3 версты и протяжённостью около 800 вёрст и ещё 757 квадратных вёрст глазомерно, всего 1036 вёрст, выполнены промеры крупных рек до 30 вёрст вверх по течению, определены высоты около 30 гор и возвышенностей на побережье. Также отмечались приливно-отливные явления, данные о прибрежных течениях, велись метео наблюдения. Осенью было отснято более 1500 вёрст береговой полосы Сахалина от пролива Невельского до залива Терпения, определены глубины устьев рек. Отчётные карты и сводные записи этой экспедиции позже были представлены императору Александру II в зимнем дворце.
Предположительно, именно после зимовки 1874—1875 годов шхуна была вооружена четырьмя 4-фунтовыми гладкоствольными пушками образца 1867 года.
Начиная с 4 (16) июня 1875 года «Восток» под командованием лейтенанта О. В. Старка совместно с клипером «Гайдамак» использовалась для пресечения незаконной добычи иностранными судами китов, рыбы и морепродуктов. Это положило начало борьбы с морскими браконьерами в Дальневосточных водах России. Также шхуна дважды прошла Татарским и Лаперуза проливами. В Охотском море посетила порты Гижигинск, Охотск, Аян, остров Большой Шантар и зашла в Ямскую, Тауйскую, Тугурскую губы, Лебяжью бухту. Во время плавания учёный-гидрограф лейтенант М. Л. Онацевич выполнял гидрографические и гидрологические работы, определял астрономические пункты нахождения шхуны.

### 1876—1879 года
В составе эскадры контр-адмирала О. П. Пузино в 1876 году шхуна принимала участие во «Второй американской экспедиции». В случае начала войны эскадра, в которую также вошли «Баян», «Всадник», «Абрек», «Горностай», «Японец», «Тунгус» и «Ермак», должна была перейти от Сан-Франциско к Ванкуверу, попутно уничтожая встретившиеся корабли и суда противника, и начать обстрел города. После чего, эскадра должна была отправиться к Австралии и крейсировать у её берегов. Но после того как отношения между Россией и Британией стали улучшаться, то 30 апреля последовало распоряжение эскадре — покинуть американские воды и вернуться к обычному несению службы.
В 1878 году командиром «Востока» назначен капитан-лейтенант И. А. Молчанский. Выйдя из Владивостока с партией лейтенанта Э. В. Майделя, шхуна посетила бухту Козьмина, заливы Святой Ольги и Де-Кастри, после чего провела полную опись Амурского лимана, и перешла в Николаевск. Также в кампании 1878 и 1879 годов шхуна выходила в заграничные плавания.

### 1880—1883 года
В августе 1880 года на «Востоке» была доставлена в Посьет экспедиция подполковника КФШ А. С. Стенина, которая официально называлась Отдельная съемка Восточного океана. С сентября производство работ по описи берегов залива Петра Великого под началом производителя гидрографических работ Сибирского флотского экипажа прапорщика КФШ С. А. Варгина.
Летом 1881 года «Восток», как и пароход «Амур», поступил в распоряжение гидрографов. Как командир шхуны, С. И. Рыков был поставлен в сложное положение — с одной стороны он как командир нёс персональную ответственность за неё, с другой он был обязан выполнить все распоряжения А. С. Стенина. Сам А. С. Стенин нёс ответственность только за достоверность и полноту производимых съемок, и не отвечал за шхуну. Но он сказал С. И. Рыкову: «Вели какое несчастье случится, то виноват буду я, а не вы! И отвечать буду тоже я».
В 1882 году также выходила в плавания в Японское, Китайское моря, Тихий океан и между российскими портами Дальненего востока.
Утром 6 (18) июля 1883 года от гидрографической базы на острове Большой Пелис «Восток» отправился на отдельную съемку островов Римского-Корсакова. У северной части острова Большой Пелис был спущен катер с прапорщиком Ивановым для промера глубин. Перейдя к южной стороне острова Редклиф англ. Redcliff (Красный Утёс), был спущен второй катер с поручиком Мальцевым и прапорщиком Верком также для промеров глубин. Далее Стенин распорядился идти к северной стороне острова. Обогнув мыс, так как с этой стороны острова ветер был сильным, а побережье было скалистым, Рыков приказал держаться на расстоянии не ближе чем сто саженей (около 180 метров) от острова, но Стенин всё-таки распорядился подойти поближе. Приближаясь к каменистой косе, лотовый отметил глубины в пять сажень… три сажени…. В тот момент, когда глубина составила тринадцать футов (3,95 метра), Рыков приказал остановить машину и взять лево на борт, но под килем раздался скрежет и шхуна села носом на камни. Когда «Восток» сошёл с плиты, для этого переместили орудия на корму, Стенин задумал обойти это место, взяв курс на пять градусов левее, но его совет оказался роковым, так как шхуна в тот момент находилась над углубленной частью, а взятый курс, подгоняемый течением, вел прямо на возвышенный участок каменной гряды. На глубине три с половиной сажени (6,40 метра) Рыков приказал дать полный назад, но подошедшая волна приподняла и бросила шхуну левым бортом на камни. При выбросе никто из членов экипажа и экспедиции не пострадал. Заведённый кормовой верп не держал, поскольку он скользил. Зыбь подгоняемая ветром сильно била шхуну о камни, почти каждый удар сопровождался скрежетом и треском металла. Наиболее сильные удары приходились в район машинного отделения. «Восток» был полностью разбит волнами за несколько дней.
После крушения шхуны Стенин продолжил заниматься работами, используя оставшиеся плавсредства. На Военно-Морском суде он вину на себя не принял, как ранее обещал Рыкову, и в материалах дела его имя почти не упоминается, хотя именно его распоряжение способствовало гибели шхуны. В итоге суд вынес С. И. Рыкову самое мягкое наказание, предусмотренное по статье 253 Военно-Морского устава о наказаниях, присудив уплатить в казну стоимость судна в размере тридцати девяти тысяч девяноста одного рубля и трех копеек. Позже в послужном списке С. И. Рыкова появилась запись: «Что же касается убытка, происшедшего от гибели шхуны „Восток“, то ввиду весьма продолжительной службы этого судна, нужно ходатайствовать перед Его Императорским Величеством о принятии сего убытка за счет казны». На что Александр III отметил: «Быть по сему». С. И. Рыков уехал на Балтику, где принял под командование таможенную шхуну «Страж».
В дальнейшем остров, у которого потерпела крушение шхуна «Восток», переименовали в честь начальника экспедиции — остров Стенина.

## Экипаж

### Командиры
Командирами парусно-винтовой шхуны «Восток» в составе Российского императорского флота в разное время служили:
- ??.??.1851—??.??.1852 капитан Харрисон;
- ??.??.1852—??.??.1852 лейтенант Гриппенберг (заведующий на время перестройки);
- ??.??.1852—??.06.1856 лейтенант, с 19.04.1853 капитан-лейтенант, с30.11.1855 капитан 2-го ранга Римский-Корсаков Воин Андреевич[73];
- ??.06.1856—??.??.1859 капитан-лейтенант барон Шлиппенбах Александр Егорович[74];
- ??.??.1859—??.??.1859 лейтенант Разградский Григорий Данилович[75];
- ??.??.1859—??.05.1860 капитан-лейтенант барон Шлиппенбах Александр Егорович;
- ??.??.1860—??.??.1862 лейтенант Овсянкин Пётр Леонтьевич[76];
- ??.??.1859—??.??.1864 лейтенант Д. Д. Иванов[77];
- 1864 лейтенант И. А. Телегин[78];
- ??.??.1863—??.??.1864 капитан-лейтенант Рыков Василий Иванович[79];
- ??.??.1864—??.??.186? лейтенант Д. Д. Иванов;
- 11.08.1867—11.05.1868 лейтенант Гриппенберг Казимир Казимирович[80];
- 11.05.1868—??.??.1870 лейтенант Кологерас Леонид Константинович[81];
- ??.??.1870—??.??.1872 лейтенант Молчанский Иван Александрович[82];
- 10.01.1874—24.10.1877 лейтенант Старк Оскар Викторович[83];
- 1879 капитан-лейтенант Э. В. Майдель[84];
- ??.??.1878—??.??.1882 капитан-лейтенант Молчанский Иван Александрович;
- 07.04.1882—??.??.1883 капитан-лейтенант Рыков Сергей Иванович[85].

### Старшие офицеры
Старшими офицерами шхуны в разное время служили:
- ??.01.1853—31.07.1853 лейтенант барон Шлиппенбах Александр Егорович;
- 31.07.1853—26.02.1854 капитан-лейтенант Чихачёв Николай Матвеевич;
- 31.07.1867—??.??.18?? лейтенант Плотто Владимир Александрович;
- 1869 лейтенант Кази Василий Васильевич[комм. 1][86];
- 1874 мичман А. Д. Загоровский[87].
- 05.10.1878—13.04.1879 лейтенант Греве Николай Романович;

### Другие должности
Также сохранились сведения о других членах экипажа, в разное время служивших на шхуне:
Вахтенная служба
- ??.??.1862—??.??.1863 вахтенный начальник лейтенант И. А. Молчанский;
- — 1870 — вахтенный офицер мичман Стрельников;
- ??.??.????—06.07.1883 вахтенный офицер лейтенант Дмитриев.

Корпуса флотских штурманов
- — 1856 — штурманский офицер КФШ прапорщик А. П. Вятлин;
- ??.??.1859—??.??.1861 КФШ прапорщик Н. А. Петров[34];
- ??.??.1860—??.??.1862 штурманский офицер КФШ подпоручик Ф. К. Орехов;
- ??.??.1860—??.??.1862 КФШ прапорщик В. Ф. Матвеев;
- ??.??.1867—??.??.1867 КФШ прапорщик Н. А. Петров;
- — 1868 — КФШ кондуктор Н. Л. Чупров;
- ??.??.1876—??.??.1876 старший штурманский офицер КФШ прапорщик В. Л. Геллер[88];
- ??.??.????—06.07.1883 старший штурман мичман Пипийский.

корпуса корабельных инженеров;
- ??.??.1852—??.??.1854 механик ККИ подпоручик И. И. Зарубин;
- с 1879 до 1882 года (с перерывом) судовой механик ККИ прапорщик Л. М. Подгурский[89].

Медицинская служба
- ??.01.1853—??.01.1856 судовой врач Г. В. Вейрих;
- 07.05.1868—??.??.18?? старший врач надворный советник К. А. Эвербах.

Другие
- ??.??.1853—??.??.1854 лейтенант И. П. Белавенец;
- 14.05.1867—??.??.18?? подпоручик М. С. Васильев;
- 07.05.1868—??.??.18?? прапорщик Н. Н. Вавилов;
- 07.05.1868—??.??.18?? кадет Василий Иванов;
- 07.05.1868—??.??.18?? кадет Феофан Смирнов;
- 1868 — подпоручик Семёнов;
- 03.03.1878—04.07.1879 ревизор мичман В. И. Бэр.
- 1880—1882 ревизор мичман, а с 1 (13) января 1881 года лейтенант М. М. Дмитриев[58]

## Память

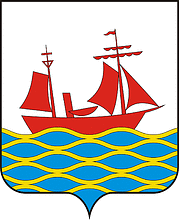
Герб Поронайского городского округа

- Имя Восток носит залив Японского моря в Приморском крае, западнее города Находки и полуострова Трудный 42°53′ с. ш. 132°45′ в. д.HGЯO
- Бухта Восток находящаяся в вершине залива Восток, также названа в честь шхуны «Восток».
- Востоком названа гора на берегу залива Восток.
- В честь шхуны «Восток» названы две банки, одна — посредине входа в залив Чихачёва, другая — в заливе Петра Великого[9].
- Также имя шхуны носит риф у пролива Лаперуза (остров Монерон)[9].
- В честь доставки на «Востоке» первых поселенцев и основателей поста Тихменево, флаг и герб Поронайского городского округа украшает стилизованное изображение шхуны[90].
- Имя Восток носит село в Поронайском городском округе Сахалинской области.
- Прохождение пролива Невельского шхуной «Восток» упоминается в произведении «Фрегат «Паллада»» — очерки путешествия Гончарова Ивана Александровича.
- В. А. Римский-Корсаков опубликовал «Случаи и заметки на шхуне „Восток“ в 1853 и 1854 гг.» в 5, 6 и 12 номере за 1858 год в журнале «Морской сборник».
- Модель шхуны находится в Доме-музее семьи Римских-Корсаковых в Тихвине.
- В 2012 году на острове Стенина энтузиастами клуба «Восток» был поставлен памятный крест[91].
- В 1990 году во Владивостоке основан военно-патриотический клуб, детско-юношеская флотилия «Восток» в честь одноимённой шхуны и клуба подводного поиска[источник не указан 505 дней].

### Книги
- Веселаго Ф. Ф. Список русских военных судов с 1668 по 1860 год. — СПб.: Типография морского министерства, 1872. — 798 с.
- Веселаго Ф. Ф. Общий морской список от основания флота до 1917 г. — СПб.: «Атлант», 2013. — Т. 8 / Царствование императора Александра I. П — Я. — 520 с. — (Военно-историческая библиотека). — ISBN 978-5-906200-12-9.
- Веселаго Ф. Ф. Общий морской список от основания флота до 1917 г. — СПб.: «Атлант», 2013. — Т. 10 / Царствование императора Николая I. Д — М. — 672 с. — (Военно-историческая библиотека). — ISBN 978-5-906200-03-7.
- Веселаго Ф. Ф. Общий морской список от основания флота до 1917 г. — СПб.: «Атлант», 2013. — Т. 11 / Царствование императора Николая I. Н — С. — 608 с. — (Военно-историческая библиотека). — ISBN 978-5-906200-16-7.
- Веселаго Ф. Ф. Общий морской список от основания флота до 1917 г. — СПб.: «Атлант», 2013. — Т. 12 / Царствование Императора Николая I. Т — Я. — 456 с. — (Военно-историческая библиотека). — ISBN 978-5-906200-18-1.
- Веселаго Ф. Ф. Общий морской список от основания флота до 1917 г. — СПб.: «Атлант», 2013. — Т. 13 / Царствование императора Александра II. А — Г. — 576 с. — (Военно-историческая библиотека). — ISBN 978-5-906200-20-4.
- Веселаго Ф. Ф. Общий морской список от основания флота до 1917 г. — СПб.: «Атлант», 2013. — Т. 14 / Царствование императора Александра II. Д — И. — 312 с. — (Военно-историческая библиотека). — ISBN 978-5-906200-17-4.
- Грибовский В. Ю. Общий морской список от основания флота до 1917 г. — СПб.: «Атлант», 2015. — Т. 15 / Царствование императора Александра II. — 416 с. — (Военно-историческая библиотека). — ISBN 978-5-906200-25-9.
- Грибовская Е. В., Лихачев П.В. Общий морской список от основания флота до 1917 г. — СПб.: «Атлант», 2016. — Т. 16. — 424 с. — (Военно-историческая библиотека). — ISBN 978-5-906200-30-3.
- Широкорад А. Б. 200 лет парусного флота России / Под ред. А. Б. Васильева. — 2-е изд. — М.: «Вече», 2007. — 448 с. — ISBN 978-5-9533-1517-3.
- Ештокин А. А, Шубина Л. Е. Залив Петра Великого. — Владивосток: Владиздат, 2012. — 220 с. — ISBN 978-5-93375-006-2.
- Невельской Г. И. Приамурский и Приуссурийский край // Подвиги русских морских офицеров на крайнем Востоке России. 1849-1855 гг / под редакцией В. Вахтина. — СПб.: Русская Скоропечатня (П. С. Нахимова), 1878. — 418 с.
- Обзор заграничных плаваний судов русского военного флота с 1850 по 1868 год. — СПб.: Типография Морского Министерства, 1871. — Т. I. — 702 с.
- Обзор заграничных плаваний судов русского военного флота с 1850 по 1868 год. — СПб.: Типография Морского Министерства, 1871. — Т. II. — 752 с.
- Алексеев А. И. Любовь, Амур, счастье. — П-Камчатский: КамчатГТУ, Камчатский отдел РГО, 2003. Архивировано 17 августа 2016 года.
- Хисамутдинов А. А. Terra incognita, или Хроника русских путешествий по Приморью и Дальнему Востоку. — Владивосток: Издательство Дальневосточного университета, 1989. — 352 с.
- Задорнов Н. П. Капитан Невельской. — М.: Государственное издательство художественной литературы, 1963.
- Виктор Рыков. Берегом и кругом света (рус.) // «Вокруг света» : Журнал. — М.: «Вокруг света», 1991. — Ноябрь.
- Широкорад А. Б. Россия — Англия: неизвестная война, 1857–1907. — М.: ООО «Издательство ACT», 2003. — 512 с. — (Военно-историческая библиотека). — 5000 экз. — ISBN 5–17–017796–8.
- Степанов А. И. Русский берег: Морской топонимический справочник. — Владивосток: Дальневосточное книжное издательство, 1976. — 190 с.
- Груздев А. И. Береговая черта: имя на карте. Морской топонимический словарь Приморского края. — Владивосток: Дальнаука, 1996. — 244 с.
- Масленников Б. Морская карта рассказывает / Н. Отмахова. — М.: Воениздат, 1986. — 386 с. — 35 000 экз.
- Кондратенко Р. В. Манзовская война. — СПб.: Остров, 2004. — 144 с. — ISBN 5-94500-025-6.
- Тренев В. К. Путь к океану. — М.: «Молодая гвардия», 1960. — 240 с. — 75 000 экз.
- Ваганова Е. И. Служа Отечеству: Михаил Павлович и Николай Михайлович Тихменевы // Анфас-Профиль. — 2009. — 26 июня (вып. 229, № 24).
- Гуков Г. В. Чье имя ты носишь, растение? Сто пятьдесят кратких биографий. — Владивосток: Дальнаука, 2001. — 400 с. — ISBN 5-8044-0118-1.
- Гаврилов С. В. Камчатское наследие. — Петропавловск-Камчатский: Камчатский печатный двор, 2006.

### Статьи
- The trial trip of the FEARLESS, auxiliary screw streamer (англ.) // Bristol Times and Mirror. — 1851. — 1 декабря.
- Римский-Корсаков Воин Андреевич (1822-1871) (рус.)  / Составитель научный сотрудник КФ ТИГ ДВО РАН А. М. Токранов. — 2007.
- Николаевские адмиралы / Часть 4 // Вице-адмирал С.О. Макаров (1848-1905) (рус.)  / Составитель к.т.н, доцент В. Христенко. — 2016.
- Чепелев В. Р. Шхуна «Восток» (рус.) // Гангут : Журнал. — СПб.: «Гангут», 2007. — Вып. 44. — С. 80—87. — ISBN 5-85875-051-6.
- Скальская О. Н. История: Маленький филиал с большой историей (рус.) // Сахалинское высшее морское училище имени Т. Б. Гуженко. — 2012.
- Удинцев Г. Б., Родевич-Старицкая И. В. Дальневосточная одиссея капитан-лейтенанта Старицкого (рус.) // Московский Журнал : Журнал. — М., 2008. — Октябрь (вып. 214, № 10).
- Старицкий К. С. Гидрографическая командировка в Восточный океан в 1865-1871 годах (рус.) // Морской сборник : Журнал. — СПб., 1873. — № 1. — С. 1—66.
- Шаброва Н. И. Моряки — исследователи побережья Сахалина в 1868 году (Послужные списки) (рус.) // Вестник сахалинского музея : Сборник. — Южно-Сахалинск: Сахалинский областной краеведческий музей, 2017. — Вып. 23. — С. 195—198.